# Contea di Lhünzhub
Lhünzhub (林周县S; Línzhōu XiànP) è una contea cinese della prefettura di Lhasa nella Regione Autonoma del Tibet. Il capoluogo è la città di Lhünzhub. Nel 1999 la contea contava 54.417 abitanti per una superficie totale di 4512 km².
Si trova nel Tibet centrale, nella valle di Po Peng, a 65 km a nord est di Lhasa. La contea è stata istituita nel 1857.

## Geografia fisica

### Territorio
Il corso d'acqua principale è il fiume Lhasa che fluisce attraverso la valle del Po Peng, con un'altitudine media di 3860 metri. La contea è attraversata dalla catena montuosa di Nyenchen Tanglha che prosegue per circa 600 chilometri da ovest a est attraversando la prefettura di Lhasa.

### Clima
Lhünzhub ha un clima fresco e asciutto con una temperatura annuale che varia in media tra 2,9 e 5,8 gradi;  Catastrofi naturali come inondazioni, frane, siccità, grandine, valanghe, sono comuni.

## Società

### Religione
Lhünzhub è una contea religiosa con un totale di 37 templi e 1055 tra monaci e monache (nel 2003) principalmente buddisti tibetani.
Nella contea è situato il monastero di Reting, costruito nel 1056 da Dromtompa (1005-1064), ex sede della scuola di buddismo di Kadampa. Nel 1240 i Mongoli fecero poi irruzione nel monastero e nel 1397 Tsongkhapa riformò la scuola di Kadampa trasformandola nella setta Gelug. La grande rivoluzione culturale provocò infine gravi danni al monastero ma negli anni duemila sono stati intrapresi notevoli progetti di ricostruzione.

## Geografia antropica

### Centri abitati
A partire dal 2000, la contea di Lhünzhub ha giurisdizione su una città (Lhünzhub) e 9 comuni.
- Chunduixiang
- Gana
- Kazixiang
- Lhünzhub
- Mainacun
- Seronggang
- Tiangacun
- Zhujiecun

## Economia
Lhünzhub è una contea agricola di grandi dimensioni, con circa un terzo della superficie coltivata della prefettura di Lhasa. Si allevano tutti i tipi di bestiame in particolare yak, pecore, capre e cavalli.
Nel 2004 la contea ha capitalizzato 350 milioni di yuan nel prodotto interno lordo, con 2.649 yuan pro capite per agricoltore.  Nel 2007, l'economia era cresciuta del 17%, con un PIL di 562 milioni di yuan. 190,672 milioni di yuan sono stati investiti nella contea nel 2003 in progetti di costruzione.
Le colture principali producono orzo, frumento, colza e verdura, con un potenziale totale di 120 milioni di chilogrammi di grano. Le risorse minerarie principali sono piombo, zinco, barite, carbone, gesso. La fauna comprende cervi, gru dal collo nero, polli, anatre, fagiani e la gazzella grigia mongola.
Ci sono due stazioni idroelettriche nella contea; il lago artificiale di Hutoushan si trova verso sud. L'industria della ceramica ha una lunga storia e molte persone sono attive nella produzione di pentolame e vasellame. Sono state istituite anche mostre artigianali.
La contea ha tre principali autostrade e l'autostrada n° 12 ha una lunghezza totale di oltre 260 km. Nel 2003, la contea disponeva di 55 istituzioni mediche tra cui un ospedale con 70 posti letto.